# Эпаньи (Кот-д’Ор)
Эпаньи́ (фр. Épagny) — коммуна во Франции, находится в регионе Бургундия. Департамент коммуны — Кот-д’Ор. Входит в состав кантона И-сюр-Тий. Округ коммуны — Дижон.
Код INSEE коммуны — 21245.

## Население
Население коммуны на 2010 год составляло 302 человека.
| 1962 | 1968 | 1975 | 1982 | 1990 | 1999 | 2010 |
| ---- | ---- | ---- | ---- | ---- | ---- | ---- |
| 149  | 133  | 152  | 175  | 217  | 218  | 302  |

## Экономика
В 2010 году среди 187 человек трудоспособного возраста (15—64 лет) 150 были экономически активными, 37 — неактивными (показатель активности — 80,2 %, в 1999 году было 75,3 %). Из 150 активных жителей работали 144 человека (70 мужчин и 74 женщины), безработных было 6 (4 мужчины и 2 женщины). Среди 37 неактивных 19 человек были учениками или студентами, 14 — пенсионерами, 4 были неактивными по другим причинам.